# Konkursware
Als Konkursware (oder Insolvenzware) wird im Handel diejenige Ware bezeichnet, die vom Insolvenzverwalter unmittelbar aus der Insolvenzmasse durch Verwertung an Verbraucher veräußert wird.

## Situation in Deutschland

### Allgemeines
Im Januar 1999 wurde mit Inkrafttreten der Insolvenzordnung der Rechtsbegriff des Konkurses abgeschafft und durch Insolvenz ersetzt; auch in Komposita wie Insolvenzantrag oder Insolvenzmasse wurde dieser Begriffswandel vollzogen. Konkurswaren haben jedoch ihre Bezeichnung weitgehend behalten; die Bezeichnung Insolvenzware setzt sich nur schleppend durch. Konkurswaren sind wesentlicher Bestandteil bei der Verwertung des Masseguts.
Es handelt sich um einen freihändigen Verkauf von Waren aus der Insolvenzmasse im Rahmen eines anhängigen Insolvenzverfahrens durch den Insolvenzverwalter selbst oder durch einen von ihm beauftragten Dritten.

### Handel mit Konkurswaren
Konkurswaren gibt es vor allem bei der Insolvenz von vorratsintensiven Unternehmen wie Handelsunternehmen (Großhandel, Einzelhandel, Fachhandel) und bei rohstoffintensiven Unternehmen wie in der Urproduktion. Die Insolvenzmasse ist das dem Gemeinschuldner gehörende Vermögen (§ 35 Abs. 1 InsO). Gehen diese Unternehmen in die Insolvenz, so ist der Insolvenzverwalter gemäß § 159 InsO befugt, den Lagerbestand durch Verwertung zu veräußern. 
In § 6 UWG a. F. waren Vorschriften über Konkurswaren enthalten, wonach diese unmittelbar vom Insolvenzverwalter stammen mussten, so dass sie nur der erwerbende Verkäufer als Konkurswaren anbieten durfte. Diese Bestimmung ist entfallen, da wettbewerbsrechtlich ein verständiger Verbraucher keiner Irreführung unterliegen kann.
Der Verbraucher darf davon ausgehen, dass Konkurswaren preiswerter sind als vergleichbare Waren von noch existierenden Unternehmen, weil die Gewinnspannen der zwischengeschalteten Absatzketten oder Handelsstufen entfallen.

## Wirtschaftliche Aspekte
Ursprünglich wurden diese Produkte von einem Händler regulär über den Hersteller oder einen Wiederverkäufer bezogen, anschließend vom Händler bezahlt und auf Lager gelegt. Sie gehören entsprechend zum Eigentum des Händlers. Verfügt nun der Händler nicht mehr über ausreichend liquide Mittel, um die Verbindlichkeiten zu bezahlen, kommt es im Falle der Zahlungsunfähigkeit zur Insolvenz. Dies bedeutet, dass das Unternehmen zwar zahlungsunfähig ist, jedoch noch über Vermögenswerte verfügt, welche zum Ausgleich der noch offenen Kreditoren herangezogen werden können. Sind zum Zeitpunkt des Konkurses im Lager des Händlers noch Waren vorhanden, werden diese entsprechend zu Konkurswaren.
Um die Waren leichter liquidieren zu können, werden Konkurswaren zu einem Verkaufspreis angeboten, der auch unter dem ursprünglichen Einkaufspreis liegen kann. Vorrangiger Grund für einen derart günstigen Verkauf der hochwertigen Waren ist die hohe Kapitalbindung, die durch einen Abverkauf frühzeitig beendet werden kann.  
Der niedrige Verkaufspreis sorgt nach dem Gesetz des Angebots für eine erhöhte Kaufintensität durch Käufer, da deren Zahlungsbereitschaft zunimmt. Zahlreiche Händler haben sich auf das Geschäft mit Insolvenzen und Restposten spezialisiert und kaufen ganze Chargen oder Lagerbestände auf. Erhältlich sind Konkurswaren anschließend in Rest- und Sonderpostenmärkten, welche die Waren durch den niedrigen Einkaufspreis zu deutlich geringeren Preisen anbieten können als es der ursprüngliche Händler hätte anbieten können. Konkurswaren sollten jedoch nicht mit Restpostenwaren oder B-Ware-Artikeln verwechselt werden. Restposten sind, wie der Name bereits sagt, die restlichen Artikel einer speziellen Produktart, die in dieser Form nicht mehr hergestellt wird, während sich B-Ware-Artikel aus Retouren, Posten mit Schadensfällen und Fehlproduktionen zusammensetzen.
Die Konkursware unterscheidet sich in der Produktqualität nicht notwendig von einer üblichen Handelsware, wird aber aus Sicht des Kunden unter Wert angeboten. Für den Insolvenzverwalter und das im Insolvenz befindliche Unternehmen bedeutet das niedrigere Lagerkosten und ein verringertes Lagerrisiko bis zu deren endgültigem Wegfall bei gleichzeitiger Erhöhung des Zahlungsmittelbestands für die Bedienung der Gläubiger.
Die Gewährleistung für den Kunden entfällt, sofern das Unternehmen nach vollständiger Abwicklung der Insolvenz in seiner ursprünglichen Form nicht mehr existiert. Zudem ist die Gefahr eines erhöhten Kaufrisikos (bei Konkursware wird in der Regel kein vertragliches Umtauschrecht vereinbart) und des möglichen Nichtvorhandenseins von Zubehör und Ersatzteilen erwähnenswert.  

## International
Da in Österreich und der Schweiz bei der Insolvenz weiterhin umgangssprachlich von Konkurs die Rede ist, sind auch dort Konkurswaren als solche bekannt. In Österreich gibt es allerdings als Rechtsbegriff die Insolvenz, die bei Zahlungsunfähigkeit oder Überschuldung beantragt werden muss (§ 1 InsO). In der Schweiz kann der Schuldner die Konkurseröffnung selber beantragen, indem er sich beim Gericht zahlungsunfähig erklärt (Art. 191 SchKG). Die Insolvenz- oder Konkursverwaltung dürfen auch in diesen Staaten die Insolvenzmasse als Konkursware verwerten.